# De Staël (cràter)
De Staël és un cràter d'impacte en el planeta Venus de 25 km de diàmetre. Porta el nom d'Anne de Staël (1766-1817), escriptora francesa, i el seu nom va ser aprovat per la Unió Astronòmica Internacional el 1994.